# 니시무라 슈헤이
니시무라 슈헤이(일본어: 西村 修平, 1950년 ~, 아키타현 출생)는 일본의 가두선전 우익활동가이다. 현재 주권회복을 도모하는 모임의 대표를 맡고 있으며, 일본내에서는 행동하는 보수 운동의 제창자로 일컬어지고 있다.

## 같이 보기
- 반미보수(일본어판)
- 친미보수(일본어판)
- 사쿠라이 마코토
- 자이니치 특권을 용납하지 않는 시민의 모임(재특회)
- 야마노 샤린
- 만화 혐한류
- 코바야시 요시노리
- 이시하라 신타로
- 일본의 우익 단체
- 일본의 전쟁 범죄
- 니시무라 쇼지
- 야스다 고이치
- 리처드 고시미즈(일본어판)